# Менвиль, Сандрин
Сандрин Менвиль (фр. Sandrine Mainville; род. 20 марта 1992, Бушервиль, Квебек) — канадская пловчиха, специализирующаяся в плавании вольным стилем, бронзовый призёр Олимпийских игр и чемпионата мира.

## Карьера
Сандрин выиграла бронзовую медаль на чемпионате мира по водным видам спорта 2015 года в составе смешанной эстафеты 4×100 м вольным стилем в Казани. Мэйнвиль также участвовала в Панамериканских играх 2015 года в Торонто, победив в эстафете 4 по 100 метров вольным стилем.
Менвиль вошла в олимпийскую сборную Канады на летние Олимпийские игры 2016 года. Она участвовала в женской эстафете 4 по 100 метров вольным стилем. В финале сборная Канады заняла третье место, уступив лишь австралийкам и американкам. Менвиль стала бронзовым призёром вместе с Пенни Олексяк, Тейлор Рак, Мишель Уильямс и Шанталь ван Ландегем.